# Гулийка
Гулийка е село в Южна България. То се намира в община Крумовград, област Кърджали.
ГУЛИЙКА (Невсе сипахлер) — село, в България от 1912 г.; преименувано с МЗ 3775 (обн. 7. XII. 1934); 165 ж., Кж, 4.

## География
Село Гулийка се намира в планински район.

## Население
Численост и дял на етническите групи според преброяването на населението през 2011 г.:
|                     | Численост | Дял (в %) |
| Общо                | 126       | 100,00    |
| Българи             | 5         | 3,96      |
| Турци               | 92        | 73,01     |
| Цигани              | 0         | 0,00      |
| Други               | 12        | 9,52      |
| Не се самоопределят | 15        | 11,90     |
| Неотговорили        | 2         | 1,58      |